# Phthalidisochinolin-Alkaloide

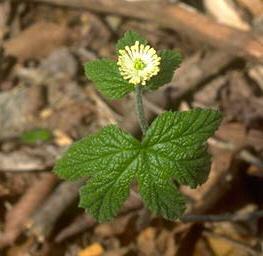
Habitus der Kanadischen Orangenwurzel mit Laubblättern und einer Blüte

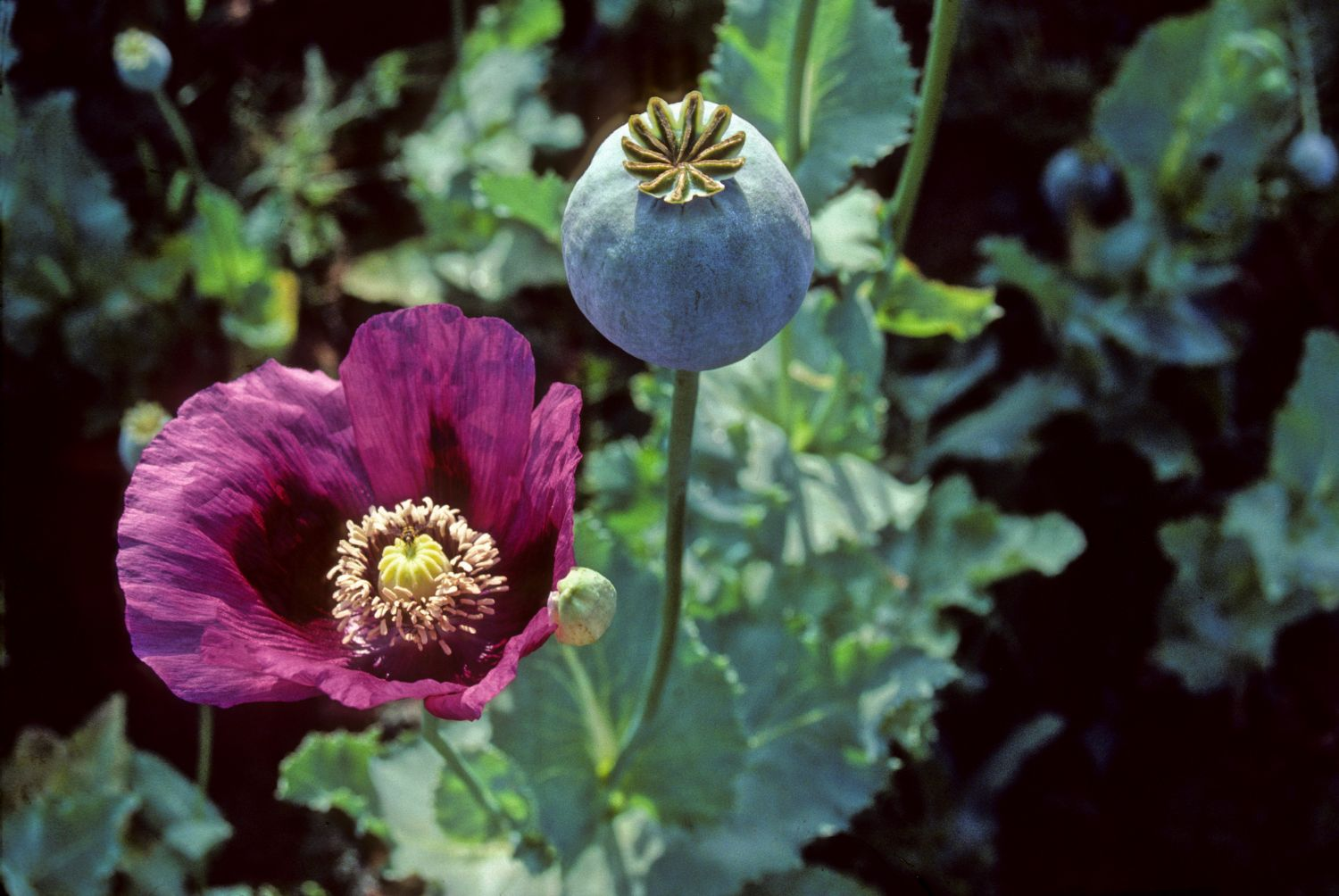
Blüte und Frucht des Schlafmohns

Phthalidisochinolin-Alkaloide sind Naturstoffe des Isochinolin-Alkaloid-Typs.

## Vertreter
Zu den Vertretern dieser Gruppe gehören u. a. (–)-β-Hydrastin, (−)-α-Narcotin und (–)-Narcotolin. (–)-Narcotolin und (–)-Narcotin (auch Noscapin genannt) gehören zu den Opiumalkaloiden.

(–)-Hydrastin
(–)-Narcotin
(–)-Narcotolin

## Vorkommen
Sie kommen v. a. in den Berberitzengewächsen, Erdrauchgewächsen, Mohngewächsen und Hahnenfußgewächsen vor. (–)-β-Hydrastin wurde u. a. aus der Kanadischen Orangenwurzel isoliert, während (−)-α-Narcotin u. a. aus dem Schlafmohn gewonnen wird.

## Eigenschaften
Hydrastin führt zu einer verlangsamten Herztätigkeit. In der Ophthalmologie wird es zur Pupillenerweiterung und zur Lokalanästhesie eingesetzt. In der Medizin wurde es als blutstillendes Mittel verwendet. Hydrastin wirkt hämostatisch und antiseptisch. Narcotin besitzt reflexstimulierende Eigenschaften. Außerdem wirkt es schmerztäubend und hustenstillend.